# Športna prehrana
Športna prehrana je študij in praksa prehrane in prehranjevanja v povezavi s športno uspešnostjo. Ukvarja se z vrsto in količino tekočine in hrane, ki ju zaužije športnik, in s hranilnimi snovmi, kot so vitamini, minerali, dodatki in organskimi snovmi, kot so ogljikovi hidrati, beljakovine in maščobe. Čeprav je pomemben del številnih režimov športnega treninga, ji je največ pozornosti namenjene v močnostnih športih, kot sta dvigovanje uteži in bodibilding, ter vzdržljivostnih športih, kot so kolesarjenje, tek in plavanje.